# Witiaź Podolsk (hokej na lodzie)
Witiaź Podolsk (ros. Витязь Подольск) – rosyjski klub hokeja na lodzie z siedzibą w Podolsku. W latach 2003–2013 klub istniał pod nazwą Witiaź Czechow i funkcjonował w Czechowie.

## Historia
Klub został założony w 1996 w Podolsku i występował pod nazwą Witiaź Podolsk. W 2003 został przeniesiony do Czechowa. W pierwszym okresie klub występował w Wysszaja Liga. Już od 2000 klub rozgrywał swoje mecze w roli gospodarza w Pałacu Lodowym „Witiaź”, który do 2006 służył jako obiekt drużynie HK MWD Bałaszycha.
W 2008 Witiaź był jednym z 24 klubów-założycieli nowych rozgrywek Kontinientalnaja Chokkiejnaja Liga. Od początku w każdym sezonie pozostaje jedną z najsłabszych drużyn ligi, regularnie kończy grę na rundzie zasadniczej i ani razu nie awansował do fazy play-off. W pierwszym sezonie KHL (2008/2009) i drugim KHL (2009/2010) był klasyfikowany na 23. miejscu (na 24 drużyn), w trzeciej edycji KHL (2010/2011) uplasował się na 21. pozycji (na 23). W sezonie KHL (2011/2012) Witiaź był najsłabszą drużyną w całej lidze (23. miejsce na 23 klubów). W sezonie KHL (2012/2013) zajął 22 na 26 miejsc. Przed sezonem 2013/2014 zespół przeniesiono z Dywizji Bobrowa do Tarasowa. Przed sezonem KHL (2013/2014) zaistniała możliwość przeniesienia klubu ponownie do Podolska z racji wymagań rozgrywek odnośnie do większej pojemności lodowisk: Pałac Zimowy Witiaź w Czechowie dysponuje pojemności dla widzów 3300 miejsc (najmniejsza w lidze KHL), zaś Pałac Lodowy Witiaź w Podolsku mieści 5500 miejsc. Zgodę na przeniesienie wydały władze obwodu moskiewskiego. Powrót do Podolska stał się faktem na przełomie maja i czerwca 2013.
Drużyną juniorską został zespół Russkie Witiazi Czechow występujący w rozgrywkach MHL. Zespołami farmerskim zostały kolejno kluby z rozgrywek WHL: HK Riazań (do 2012), Kubań Krasnodar (do 2013), Titan Klin (od 2013), THK Twer.
W czerwcu 2025 ogłoszono, że drużyna Witiazia nie przystąpi do sezonu KHL (2025/2026) i pozostanie poza ligą do edycji 2029/2030.

## Sukcesy
- Awans do Superligi: 2005

## Styl gry
W rozgrywkach KHL zespół Witiazia stał się prekursorem stylu gry obfitującego w bójki, zaczerpniętego z lodowisk północnoamerykańskich. Koresponduje z tym zdanie wypisane na banerze umieszczonym w hali tuż nad boksami drużyn: Kto przychodzi do nas z mieczem, od miecza musi zginąć.
Przy tym osobną historią stały się pojedynki Witiazia z Awangardem Omsk. Punktem zapalnym konfliktu było spotkanie w trakcie pierwszej edycji KHL (2008/2009) rozegrane 13 października 2008 w Czechowie, w trakcie którego zesłabnięciu uległ zawodnik gości Aleksiej Czeriepanow. Pomimo podjęcia akcji ratunkowej 19-letni talent rosyjskiego hokeja zmarł. Fakt ten zrodził niechęć kibiców z Omska do klubu z Czechowa, tym bardziej że podczas meczu nie było pod lodowiskiem karetki pogotowia, która przyjechała dopiero po 15-20 minutach od zdarzenia. Rok później w trakcie sezonu KHL (2009/2010) w styczniu 2010 mecz Witiazia z Awangardem był kilkakrotnie przerywany w wyniku zbiorowych bójek pomiędzy zawodnikami obu drużyn. Ostatecznie nie został dokończony z powodu braku dostatecznej liczby graczy na lodzie wskutek tego, że sędziowie nałożyli na zawodników ponad 600 minut kar. W kolejnym sezonie ligowym 2010/11 w meczu rozegranym 10 grudnia 2010 już na początku meczu tuż po pierwszym wznowieniu gry zawodnicy Witiazia zbiorowo i z premedytacją brutalnie zaatakowali piątkę graczy Awangarda. W wyniku tego ataku klub z Omska wnioskował o wykluczenie Witiazia z ligi.
Następnie inicjatorem wprowadzenia napastniczego stylu był Andriej Nazarow, trener drużyny od 11 października 2010 (jednocześnie do marca 2012 pełnił funkcję asystenta selekcjonera reprezentacji Rosji oraz II trenera reprezentacji Rosji B, złożonej z zawodników kandydujących do gry w pierwszej reprezentacji). W latach 1993–2004 i 2005-2006 Nazarow występował jako zawodnik w klubach amerykańskich i kanadyjskich (w tym NHL). Odgrywał tam rolę tzw. enforcera, czyli „ochroniarza” dbającego o nienaruszalność czołowych graczy własnej drużyny i w razie potrzeby wszczynającego bójki celem wyeliminowania z gry agresywnego przeciwnika. W związku z tym Nazarow w każdym sezonie miał na swoim koncie wiele minut kar przy niewielkiej ilości punktów uzyskanych w klasyfikacji kanadyjskiej (poza dwoma sezonami w barwach San Jose Sharks i Calgary Flames, gdy zdobywał wiele goli i asyst).
Agresywny styl gry obfitujący w bójki, prowokacje, zachowania niezgodne z przepisami i wykluczenia karne Nazarow przeniósł na grunt ligi KHL i jako trener zaszczepił do gry Witiazia. W tym celu zaangażował zawodników słynących z bójek na lodzie i mających w karierze wiele setek minut kar (podczas gdy wszystkie kluby ligi standardowo dokonują wzmocnień składu zawodnikami zagranicznymi, legitymującymi się osiągnięciami z innych lig europejskich i gwarantującymi uzyskiwanie goli i asyst). W sezonie KHL (2009/2010) i KHL (2010/2011) w Czechowie występowali Josh Gratton, Darcy Verot, Chris Simon i Brandon Sugden – zawodnicy inkasujący wiele minut kar i odnotowujący nikłe zdobycze punktowe (prócz Simona, zdobywającego wiele goli i zaliczającego asysty). W sezonie KHL (2011/2012) zatrudnieni zostali kanadyjscy napastnicy Kip Brennan, Jon Mirasty, Nick Tarnasky, Jeremy Yablonski, którzy na koniec rundy zasadniczej zajęli cztery pierwsze miejsca w ligowej klasyfikacji minut kar (prócz nich w klubie występował jeszcze ich rodak Matt Dalton na pozycji bramkarza). Następnie Nazarow przestał był trenerem zespołu, a jego miejsce zajął Jurij Leonow. Od sezonu KHL (2012/2013) bójki przestały być wyróżniającym się elementem meczów drużyny, ze składu odeszło większość ww. zawodników, aczkolwiek pozostał Jeremy Yablonski i pojawił się nowy nabytek, Trevor Gillies. Po rundzie zasadniczej zespół nie zakwalifikował się do fazy play-off i został sklasyfikowany na 22. miejscu w lidze. W czerwcu 2013 klub rozwiązał umowę z Yablonskim i Gilliesem. 

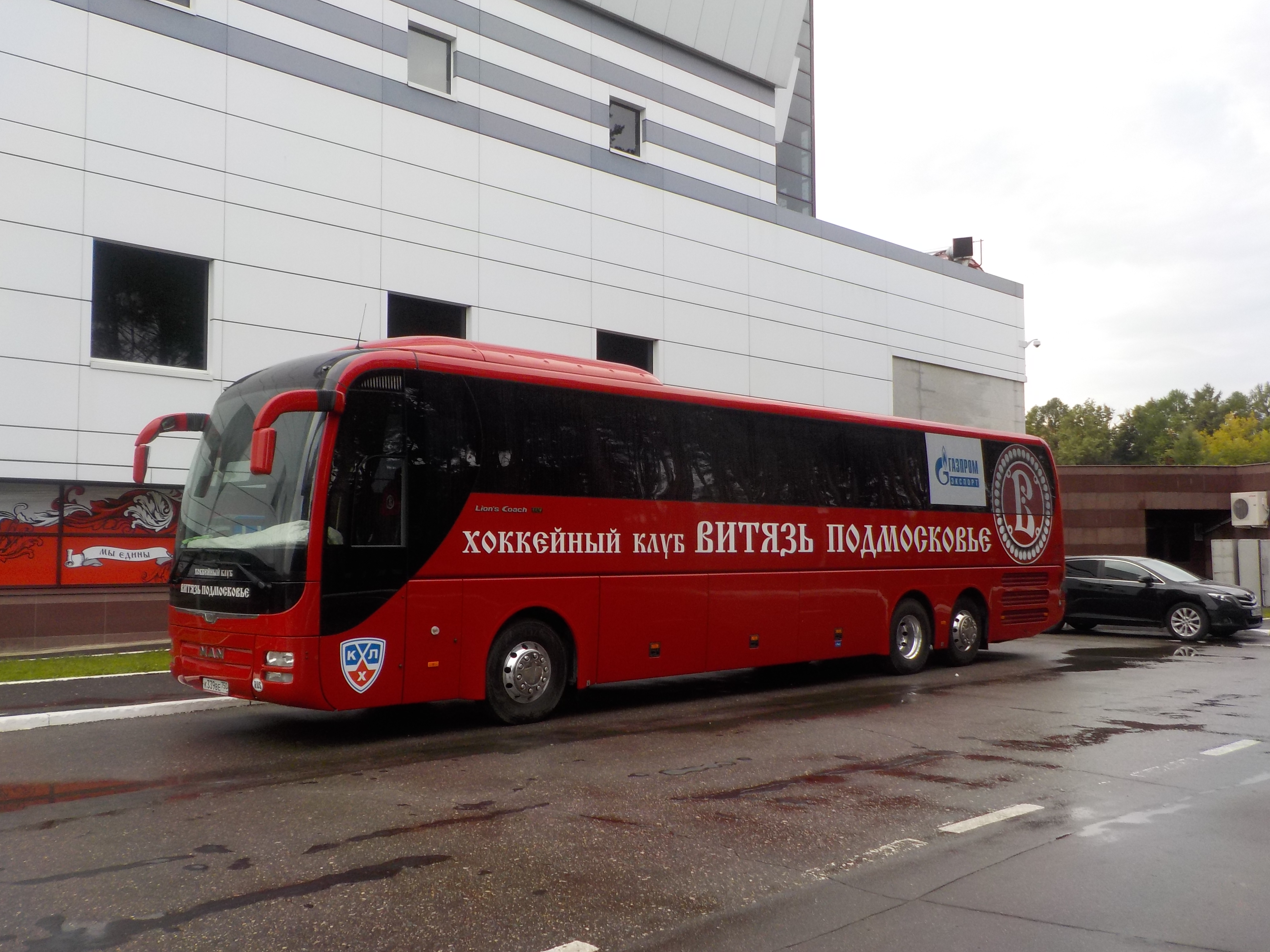
Autobus drużyny (2019)

## Szkoleniowcy
Trenerami klubu byli Wiaczesław Anisin, Aleksandr Jakuszew, Andriej Nazarow, Jurij Leonow. W trakcie sezonu 2013/2014 w styczniu 2014 zwolniony został trener Leonow, a jego miejsce zajął Oleg Oriechowski, którego dalsze zatrudnienie potwierdzono w kwietniu 2014. Pod koniec listopada 2015 Oriechowski został zwolniony, a p.o. głównego trenera został dotychczasowy asystent Rawil Jakubow, który pozostawał na stanowisku do końca sezonu KHL (2015/2016). W marcu 2016 trenerem został Walerij Biełow. Jego asystentami pozostali pracujący już wcześniej w tym charakterze Rawil Jakubow (od 2013), Michaił Sztalenkow (od 2012), Andriej Sapożnikow. Wiosną 2018 ze sztabu odeszli Jakubow i Sztalenkow. W maju 2021 głównym trenerem został Jurij Babienko, a do sztabu wszedł Andriej Markow. Od maja 2019 do kwietnia 2021 trenerem był Michaił Krawiec. 1 lipca 2021 ogłoszono, że Markow opuścił osadę, a jego miejsce zajął Aleksandr Bojkow, który objął obowiązki trenera obrońców. W maju 2022 nowym szkoleniowcem został ogłoszony Wiaczesław Bucajew, trenerem bramkarzy Andriej Małkow, trenerem obrońców Aleksandr Zawjałow, trenerem napastników Maksim Biec. Bucajew odszedł z posady w kwietniu 2023. Od maja 2023 jego następcą był Aleksandr Zawjałow, a od października 2023 do marca 2024 Dmitrij Riabykin. W kwietniu 2024 trenerem został Pawieł Diesjatkow, a w maju do sztabu weszli Aleksandr Golc, Dmitrij Kokoriew, Nikołaj Pronin.

## Zawodnicy
W przeszłości w barwach Witiazia występowali m.in.: Boris Tortunow, Siergiej Agiejkin, Jewgienij Chacej, Siergiej Korolew, Jewgienij Artiuchin, Aleksandr Riazancew, Michaił Żukow, Grigorij Szafigulin, Chris Simon, Aleksiej Troszczinski. Obecnie w klubie występuje m.in. Michaił Czernow i reprezentant Rosji, Daniił Markow (na fazę play-off przekazywany do klubów walczących o wyższe cele) i Aleksandr Koroluk.